# Gallo-italique de Sicile
 (décembre 2023).
Si vous disposez d'ouvrages ou d'articles de référence ou si vous connaissez des sites web de qualité traitant du thème abordé ici, merci de compléter l'article en donnant les références utiles à sa vérifiabilité et en les liant à la section « Notes et références ».
Les parlers gallo-italiques de Sicile (en italien : galloitalico di Sicilia ; parfois dénommés gallo-italiens de Sicile) sont des langues parlées en Sicile appartenant au groupe des parlers gallo-italiques. 
Ils sont, au sein de la famille des langues romanes, intermédiaires entre les groupes gallo-roman et italo-roman.

## Historique
Ces parlers gallo-italiques de Sicile ont été formés avec l'arrivée en Sicile des soldats et colons dits « lombards » de l’Italie du Nord après la conquête normande de l'Italie du Sud par les troupes du comte Roger de Hauteville. Ce mot de lombard désigne en réalité surtout des Piémontais de la région de Montferrat qui faisait alors partie de la Longobardie/Lombardie, royaume bien plus vaste que la région actuelle. Le terme « lombard » est donc impropre ou imprécis. À la fin du XIe siècle, la Sicile fut repeuplée par ces colons venus donc du Montferrat historique (où l'on parle le piémontais), de l'intérieur des terres du Ponant ligure et de petites fractions de populations venus de petites zones occidentales de la Lombardie stricto sensu et de l'Émilie, proches du Montferrat. Selon la plupart des spécialistes, ces migrations se seraient poursuivies jusqu'au XIIIe siècle.

## Aire de diffusion

Les parlers de ces colons en provenance du Montferrat se sont longtemps maintenus en Sicile mais  les îlots linguistiques ainsi créés sont seulement le reliquat de cette période médiévale, assimilés aux dialectes siciliens qui les entourent et donc menacés de disparition bien avant l'arrivée de la télévision. Les centres principaux de ces parlers sont : Nicosia, Sperlinga, Piazza Armerina, Valguarnera Caropepe et Aidone en province d'Enna ; San Fratello, Acquedolci, San Piero Patti, Novara di Sicilia, Fondachelli-Fantina, Montalbano Elicona, Tripi en province de Messine.

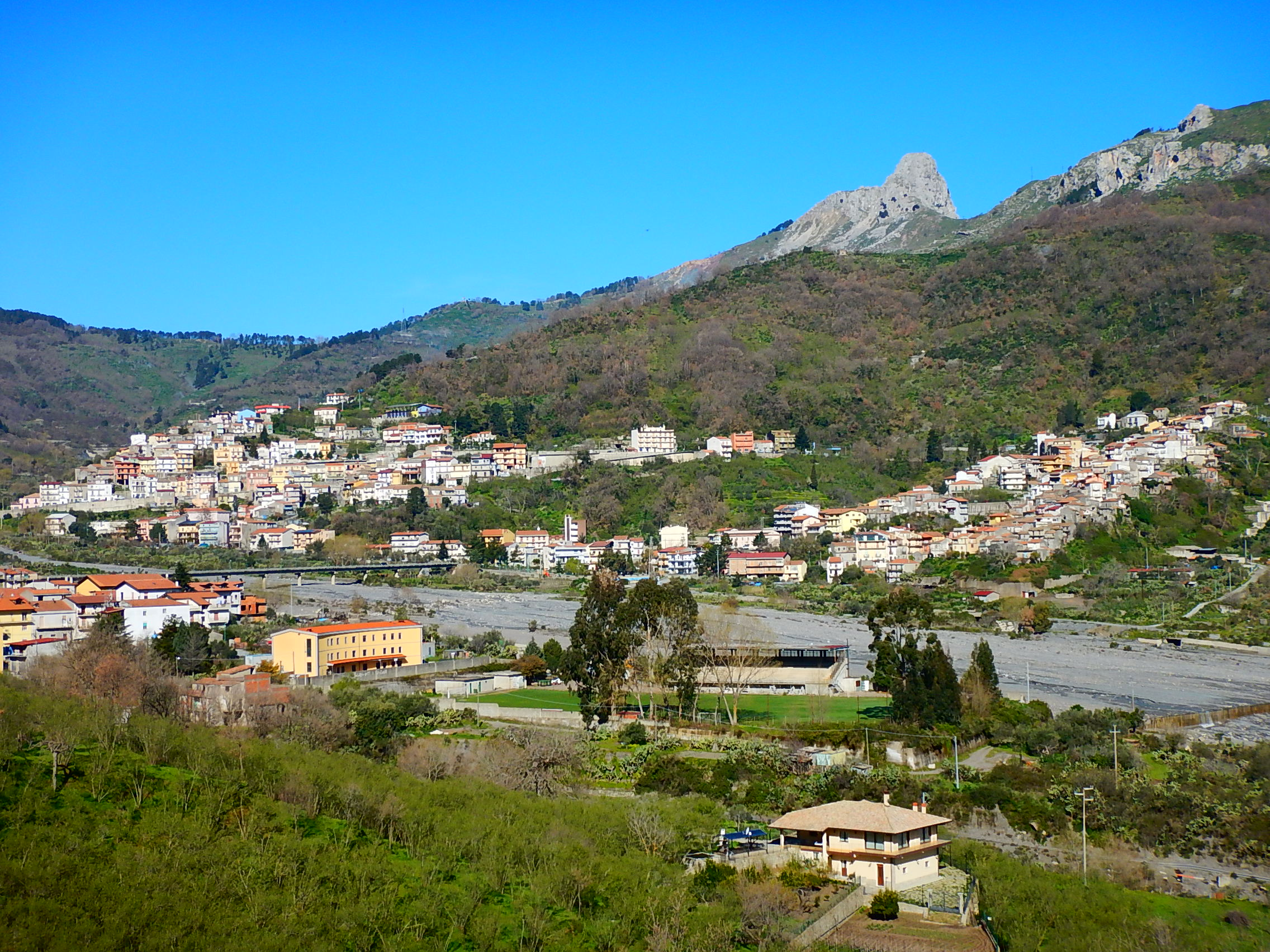
L'îlot linguistique de Fondachelli-Fantina

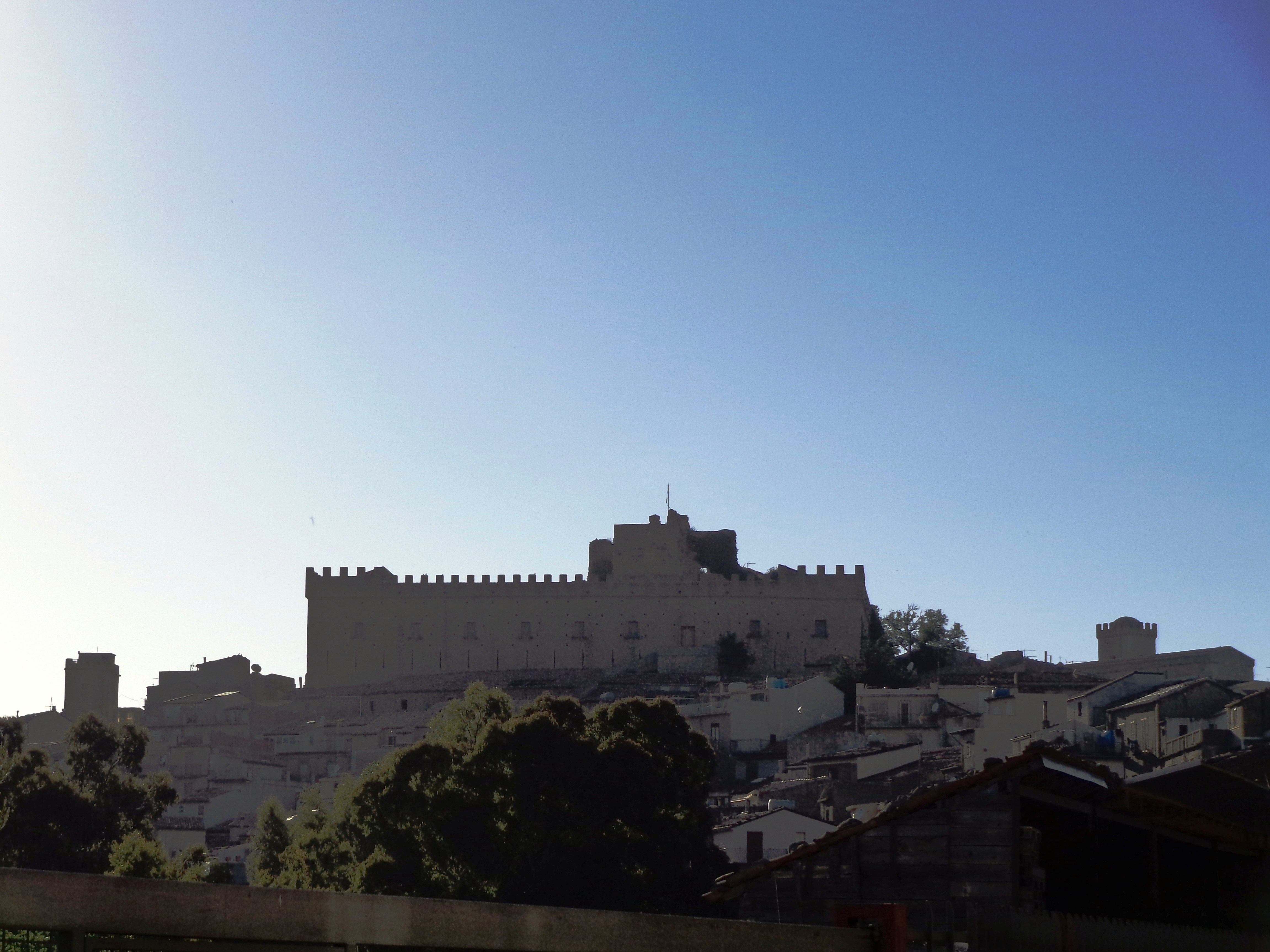
l'îlot linguistique de Montalbano Elicona

Les principaux centres du langue gallo-italique sont, dans la province de Messine, San Fratello (San Frareau en gallo-italique), Novara di Sicilia (Nuè en gallo-italique) ; dans la province d'Enna, Nicosia et Sperlinga (Sperrënga en gallo-italique).